# Mette Tranborg
Mette Tranborg (født 1. januar 1996 i Risskov) er en dansk håndboldspiller, der spiller for Team Esbjerg, som hun kom til i 2020 og Danmarks kvindehåndboldlandshold.

## Karriere

### Klubber
Tranborg er venstrehåndet og spiller højre back. Blandt hendes styrker er en højde på minimum 192 cm (196 cm ifølge hendes pas). Hun fik sit gennembrud i SK Aarhus, hvor hun som den første nogensinde fik dispensation til at spille seniorhåndbold i Danmark som 16-årig.
Inden sæsonstarten 2017-18 skiftede hun til Odense Håndbold. Her var hun en af de bærende spillere på holdet, indtil hun blev korsbåndsskadet i februar 2019, hvilket krævede en længere pause. Hun kom ikke i kamp for Odense igen da hun i sommeren 2020 skiftede til Team Esbjerg. I DM-finalen i 2021-22 sæsonen mod Odense Håndbold brændte hun et skud i sidste sekund, der ville have taget kampen i forlænget spilletid. Sæsonen efter vandt hun det danske mesterskab med Esbjerg.
Hun blev kåret som Årets Kvindelige Talent for sæsonen 14/15.
I april 2025 blev det annonceret at hun fra 2025-26 sæsonen skifter til ungarske Ferencvaros.

### Landshold
Tranborg spillede på U/18-og U/20-ungdomslandsholdene, inden hun fik debut på det danske A-landshold i en EM-kvalifikationskamp mod Ukraine i juni 2014. Hun blev snart fast spiller på holdet og har deltaget i EM 2016 og 2018 samt VM 2017.
Hun var med til at vinde bronzemedaljer med Danmark, ved VM i kvindehåndbold 2021 i Spanien. Hun var ligeledes med til at vinde sølv ved EM 2022 i Balkan. Dog gik hun glip af VM på hjemmebane i 2023 grundet endnu en korsbåndsskade.
Efter en skadesperiode på over et år vendte Tranborg tilbage lige akkurat frem mod Sommer-OL 2024 i Paris. Dette var første gang landsholdet var med i 12 år ved de Olympiske lege, hvor de samtidig sikrede sig OL-bronze. Tranborg blev primært benyttet i det danske forsvar. Få måneder meldte hun også afbud til EM i håndbold 2024, efter en opslidende periode efter netop OL. Ikke desto mindre blev hun undervejs skiftet ind i EM-truppen som indskiftning for Stine Eiberg.